# Juan Carlos Rodríguez Ibarra
Juan Carlos Rodríguez Ibarra (Mérida, 19 de enero de 1948) es un profesor universitario y político español del PSOE, presidente de la Junta de Extremadura durante 24 años (entre 1983 y 2007). En 2008 retornó como profesor en la Facultad de Educación de la Universidad de Extremadura, aunque ya se encuentra jubilado. En la actualidad es Consejero electo del Consejo de Estado.

## Biografía
Profesor titular del departamento de Filología Hispánica y Lingüística General de la Universidad de Extremadura, Juan Carlos Rodríguez Ibarra nació en Mérida, provincia de Badajoz, el 19 de enero de 1948. Es padre de una hija. Tras estudiar bachillerato en los Salesianos de Mérida, cursó los estudios de magisterio en Badajoz y la carrera de Filosofía y Letras en la Universidad de Sevilla, especializándose en Filología Moderna. Además, durante el período escolar 1973-1974, vive en Nantes (Francia) donde imparte clases de español en el Lycée Clémenceau.

## Inicios en la política
Tomó contacto con el PSOE en un grupo de estudiantes en Sevilla en 1969 y 1970 y se afilió al partido en junio de 1976, reorganizando el partido en Extremadura. Ese mismo año, en diciembre, participó en el XXVII Congreso del partido, celebrado en Madrid. Concurrió a las elecciones generales del 15 de junio de 1977 en las listas del PSOE por Badajoz, en las que resultó elegido diputado. Participó activamente en el proceso preautonómico de Extremadura formando parte como Consejero de Sanidad y Seguridad Social del primer gobierno preautonómico en 1978 hasta 1979, teniendo una activa participación en el proceso de la elaboración del Estatuto.
Secretario general del PSOE de Badajoz desde 1979, ese año se presentó a las elecciones generales del 1 de marzo, en las que fue reelegido diputado por Badajoz. En el Congreso de los Diputados fue Vicepresidente Segundo en las Comisiones de Educación y Ciencia y de Presidencia del Gobierno. El 20 de diciembre de 1982 fue elegido presidente de la Junta Regional de Extremadura aprobándose bajo su mandato el 25 de febrero de 1983 el Estatuto de Autonomía para Extremadura.

## Presidente de la Junta de Extremadura

### Década de 1980
En las elecciones generales de octubre de 1982 volvió a conseguir el acta de diputado por Badajoz. Meses después, el 5 de marzo de 1983, se constituye la Asamblea provisional autonómica de Extremadura, en Mérida, en la que Rodríguez Ibarra fue elegido presidente de la Junta de Gobierno de la región.
El 26 de mayo de 1983 dimitió de su escaño del Congreso de los Diputados. Días antes, el 8 de mayo, concurrió como candidato por la provincia de Badajoz al Primer Parlamento Autónomo de Extremadura, en el que el partido socialista consiguió mayoría absoluta, siendo elegido primer Presidente de la Junta de Extremadura el 13 de junio del mismo año. 
En el primer intervalo de transformaciones en la región (1983-1984) incrementa el PIB de Extremadura un 84%: veinticuatro puntos por encima de la media nacional. El 12 de mayo del 1984 fortalece la identidad regional encabezando la oposición frontal a la apertura de la Central Nuclear de Valdecaballeros. En los comicios autonómicos del 10 de junio de 1987 obtuvo de nuevo el acta de diputado, tras encabezar la lista de su partido por Badajoz. Una vez constituida la Asamblea, el 2 de julio, esta le reeligió presidente del Gobierno autónomo extremeño.
En su actividad dentro del partido, en el IV Congreso del PSOE de Extremadura, celebrado en Mérida en abril de 1988, Rodríguez Ibarra fue elegido primer secretario general regional del partido, ya que hasta entonces en su comunidad autónoma funcionaban con plena independencia las ejecutivas provinciales y la regional estaba formada por dos órganos colegiados. En el V Congreso Regional del PSOE extremeño, celebrado en Cáceres, en enero de 1991, y en el que el vicesecretario general del PSOE, Alfonso Guerra, anunció su renuncia a la vicepresidencia del Gobierno de la nación, fue reelegido el día 12 secretario general del PSOE en la región, consiguiendo el respaldo del 99'8 por ciento de los votos. Cabeza de lista por el PSOE de Badajoz en las elecciones autonómicas del 26 de mayo de 1991, obtuvo de nuevo el acta de diputado, y el 2 de julio fue investido presidente del Gobierno regional extremeño para un tercer cuatrienio.
Rodríguez Ibarra ha realizado en muchas ocasiones manifestaciones en las que reivindica una mayor solidaridad entre las distintas comunidades autónomas que conforman España, de manera que se financie más a quien menos tiene, como es el caso extremeño. Para llevar a cabo esta idea, ofreció en su discurso de investidura del 5 de julio de 1991, al resto de los grupos parlamentarios, la realización de pactos para conseguir el desarrollo de la región y la defensa de sus intereses en el exterior, especialmente en lo relativo al nuevo reparto del Fondo de Compensación Interterritorial y de los fondos de la Unión Europea. En esta tercera legislatura, su Gobierno continuó poniendo en práctica su política de desarrollo, iniciada en 1982, sin que se le cuestione el avance conseguido por Extremadura, con una transformación sin precedentes.

### Década de 1990
El 3 de julio de 1992 en la Asamblea General de las Regiones de Europa, celebrada en Santiago, fue elegido miembro del órgano de dicha Asamblea. Seguidamente, el 20 de julio, es distinguido con la Medalla de la Orden Nacional al Mérito, en la categoría de Gran Oficial por el Gobierno de Ecuador, en el transcurso de la visita girada a Extremadura por el entonces Presidente de Ecuador, D. Rodrigo Borja (Trujillo).
En el XXXIII Congreso socialista, celebrado en marzo de 1994, en Madrid, en el que se pusieron de manifiesto, con la mayoría del voto de los delegados socialistas, las tesis integradoras propuestas por Felipe González, fue, elegido miembro de la Comisión Ejecutiva Federal. En marzo de este mismo año fue elegido miembro de la Mesa y Vicepresidente del Comité de las Regiones de la Unión Europea en Bruselas, en cuyo seno intervino como ponente consiguiendo el respaldo a su propuesta de reglamento para la reforma de la organización común del mercado vitivinícola y con posterioridad en la adopción de medidas para la lucha contra los efectos socioeconómicos y medioambientales de la sequía en el sur de Europa. Al mes siguiente resultó reelegido por mayoría absoluta secretario general del PSOE extremeño, durante su VI Congreso Regional.
Candidato socialista por Badajoz a la reelección en los comicios autonómicos del 28 de mayo de 1995, Rodríguez Ibarra fue elegido de nuevo diputado autonómico para una cuarta legislatura en unas elecciones en las que el PSOE obtuvo mayoría simple (31 escaños sobre un total de 65) y el PP se convirtió en segunda fuerza política regional. El 14 de julio de 1995 fue investido, en segunda votación, Presidente de la Junta de Extremadura por cuarta legislatura consecutiva. En este nuevo período, Juan Carlos Rodríguez Ibarra ha demostrado su gran capacidad para conseguir llegar a acuerdos presupuestarios con el PP, en 1996, y con IU, NI-LV y Extremadura Unida, en 1998, además de suscribir otros importantes acuerdos con los agentes económicos y sociales (sindicatos, patronal, municipios, etc.) en materia de empleo, de industria y de política social.
En el 12.º pleno del Comité de las Regiones de la Unión Europea en marzo de 1996, fue elegido miembro de la Mesa y Presidente de la Delegación Española del Comité de las Regiones de la Unión Europea. En el XXXIV Congreso del PSOE, celebrado el 21 y 22 de junio de 1997, fue elegido miembro del Comité Federal, máximo órgano de decisión entre congresos y del Comité Territorial. En el ámbito extremeño, fue reelegido secretario general del PSOE por mayoría absoluta en el VII Congreso regional, celebrado en Cáceres los días 16 y 27 de septiembre de 1997.
La delegación española del Comité de las Regiones de la Unión Europea lo volvió a elegir en Bruselas, el 18 de febrero de 1998, miembro de la Mesa directiva de este organismo.
El Club Internacional de Prensa anunció el 13 de marzo de 1998 que otorgaba a Rodríguez Ibarra el premio a la "Transparencia informativa", como reconocimiento a su disposición para atender a los periodistas y a su claridad de expresión.
El 9 de mayo de 1998, la Asamblea de Socios de la Unión Extremeña de San Baudilio de Llobregat decidió, por unanimidad, otorgarle el galardón "Buena Gente", como reconocimiento a su esfuerzo y tesón por hacer progresar a la comunidad autónoma de Extremadura. En julio de 1998 se le concede la Medalla de la Universidad de Costa Rica, en el transcurso del viaje realizado a Cuba y Costa Rica.
En febrero de 1999, el PSOE de Extremadura confirma a Juan Carlos Rodríguez Ibarra como candidato a la Presidencia de la Junta de Extremadura para las elecciones autonómicas del 13 de junio de 1999. En dichos comicios el PSOE, en coalición con el Partido Democrático de la Nueva Izquierda, recuperó la mayoría absoluta (34 escaños de 65) y el 15 de julio fue investido por quinta vez presidente de la comunidad autónoma de Extremadura.

### Década de 2000
El 3 de diciembre de 2000 fue reelegido secretario general del PSOE en Extremadura por mayoría absoluta, en el transcurso del VIII Congreso Regional celebrado en Badajoz. El 22 de octubre de 2001 recibió la máxima distinción de la Asociación de Jueces y Magistrados "Francisco de Vitoria", en el transcurso de la XVI Asamblea Nacional de dicha asociación celebrada en Cáceres. En mayo de 2002, el PSOE de Extremadura le confirma como candidato a la Presidencia de la Junta de Extremadura para las elecciones autonómicas de mayo de 2003. Durante la visita del Presidente de la República Portuguesa Jorge Sampaio a Extremadura, realizada el 5 de noviembre de 2002, fue condecorado con la Gran Cruz de la Orden del Infante Don Henrique, máxima distinción que Portugal concede a personalidades extranjeras.
El 23 de junio de 2003 fue investido por sexta vez como Presidente de la Junta de Extremadura, tras los resultados de las Elecciones Autonómicas del 25 de mayo, en las que la candidatura del PSOE-Progresistas obtuvo 36 diputados (2 más que en la anterior Legislatura), el PP, 26 diputados (2 menos) y la coalición IU-SIEX, 3 diputados (el mismo número que ya tenía).
El 16 de septiembre de 2003 la Universidad Nacional de Córdoba de la República de Argentina le otorgó el título de doctor honoris causa.
El Comité de Regiones de la UE concede a la Junta de Extremadura el premio Acciones Innovadoras de la Unión Europea, por el proyecto Linux de software libre, en abril de 2004.
En el 36.º Congreso Federal del PSOE en Madrid durante los días 2, 3 y 4 de julio de 2004, fue elegido secretario ejecutivo de la Comisión Ejecutiva Federal. En el IX Congreso Regional, celebrado en Cáceres durante los días 17 y 18 de julio de 2004, fue reelegido secretario general del PSOE de Extremadura, por mayoría absoluta.

## Después de la presidencia

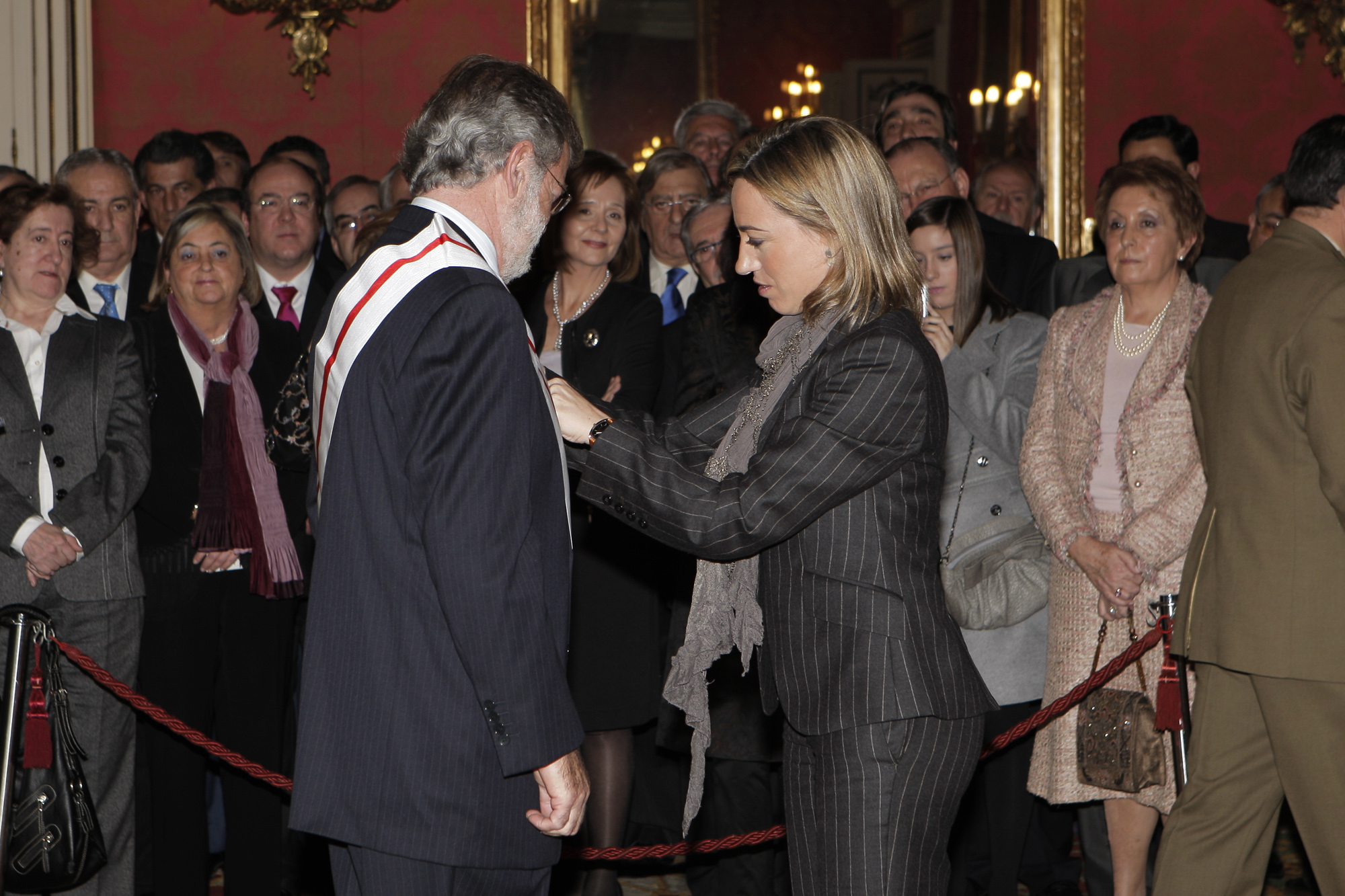
Rodríguez Ibarra recibiendo la Gran Cruz al Mérito Militar de manos de la ministra de Defensa, Carme Chacón, en enero de 2010.

El 29 de junio de 2007 abandonó la Presidencia de la Junta de Extremadura tras 24 años de gobierno, al haber renunciado a presentarse como candidato a las elecciones autonómicas. En julio de 2007 solicitó su incorporación a las labores docentes de la Universidad de Extremadura, de donde procedía, en el Área de Lengua Española, del Departamento de Filología Hispánica y Lingüística General, impartiendo sus clases en la Facultad de Educación de la UEX en Badajoz, en la asignatura de libre elección “Análisis del Discurso Periodístico” durante los cursos 2007/2008 y 2008/2009, impartiendo clases de la asignatura de “Introducción a la Lingüística”, de la Facultad de Biblioteconomía y Documentación de la misma Universidad durante el curso 2008/2009.
El 19 de enero de 2008 fue nombrado Presidente del Foro Cívico de Debate Hispano-Luso, por acuerdo de la XXIII. Cumbre de los Gobiernos de España y Portugal, celebrada en Braga. En marzo de 2008 fue nombrado Académico de la Academia Europea de Yuste incorporándose como tal a la pléyade de personalidades europeas distinguidas con tal nombramiento y tomando posesión ante sus Majestades los Reyes de España en el acto celebrado en el Monasterio de Yuste el 18 de junio de 2008, ocupando el Sillón “Manuel Godoy”. Fue galardonado con la máxima distinción concedida por la comunidad autónoma extremeña con la Medalla de Extremadura por Decreto 82/2008, de 9 de mayo, sobre la base de sus méritos y servicios prestados a la Región. La imposición de dicha distinción tuvo lugar el 21 de mayo de 2008 en un acto solemne celebrado en la Asamblea de Extremadura.
El 18 de julio de 2008 anunció su decisión de no presentarse a la reelección como secretario general regional del PSOE de Extremadura en el seno del 10.º Congreso Regional celebrado en Badajoz, culminando con ello su dilatado periplo político a nivel orgánico en el seno del Partido Socialista Obrero Español.
Entre sus publicaciones, jalonadas por cientos de artículos periodísticos y entrevistas, hemos de destacar la publicación de sus libros: Más que palabras, que compendiaba parte de sus discursos y declaraciones recogidas fundamentalmente en la prensa regional, que vio la luz en mayo de 1991, publicado por el PSOE de Extremadura, y Rompiendo cristales: treinta años de vida política, a caballo entre las memorias y el pensamiento político, editado por la Editorial Planeta, S.A. en noviembre de 2008.
El 22 de enero de 2009, fue designado para copresidir la Comisión de la puesta en marcha de las Celebraciones, que se desarrollarán en el año 2010, con motivo del XXV Aniversario de la entrada de España y Portugal en la Comunidad Económica Europea, por acuerdo de la XXIV Cumbre de los Gobiernos de España y Portugal, celebrada en Zamora.
Con fecha 19 de junio de 2009, el Gobierno de España le otorga, mediante acuerdo del Consejo de Ministros, la Gran Cruz del Mérito Militar con distintivo blanco, por su contribución y méritos, trabajos y acciones hechas y servicios distinguidos relacionados con la Defensa de España. En mayo de 2010 se le otorga el Premio a la Trayectoria Personal, por parte de la Asociación Nacional de Usuarios de Internet.
Con fecha 17 de junio de 2011, es nombrado consejero electivo de Estado por el Consejo de Ministros del Gobierno de España.
En el mismo año, 2011, impulsó la creación del Centro de Estudios que lleva por nombre “Fundación Centro de Estudios Presidente Rodríguez Ibarra” que preside, cuya vocación es fomentar la idea de España en la línea que vino manteniendo durante toda su trayectoria política e institucional y el fomento de vías educativas que rompan inercias del pasado donde el riesgo, la imaginación y el espíritu emprendedor sean notas distintivas que acompañen a los alumnos a lo largo de su proceso educativo, con la voluntad expresa de trasladar a otros países, especialmente del área latinoamericana, las experiencias que puso en marcha a lo largo de su actividad política.
En febrero de 2012 participa junto a Eric Schmidt, presidente de Google, en Big Tent: Internet y Libertad de Expresión, celebrado en Madrid. Además, en el mes de noviembre, organiza como presidente de Fundceri el Debate sobre Organización Territorial el Estado.
Siguiendo el camino emprendido hacia la nueva sociedad, los días 21 y 24 del mes de mayo de 2013, celebra la Semana de la Imaginación reafirmando su proyecto alternativo para el desarrollo de Extremadura. Seguidamente, lleva a cabo la conferencia «¿Hay otras formas de democracia?» que se celebró el 13 de noviembre en Badajoz y el jueves 14 de noviembre en Cáceres, con el objetivo de formular propuestas que mejoren la calidad de la democracia. 
A través de entrevistas y testimonios que reflejan la opinión política y las vivencias de alcaldes y alcaldesas de 1979, promueve un documental que se presenta el 26 de noviembre de 2014, en el Centro Cultural Alcazaba de Mérida, dentro de una Jornada de Conmemoración de los 35º Aniversario de Ayuntamientos Democráticos en Extremadura. En el transcurso de este año, Cadena Ser Extremadura le concede el Premio por la Contribución por la Autonomía de Extremadura y la Federación de Asociaciones Extremeños de Euskadi (FAEDE) le concede el Premio Venturia.
En 2016 es premiado con el máximo galardón en Materia de Igualdad del PSOE Provincial de Badajoz, Premio Adela Cupido por su labor en materia de Igualdad.
Con la serie El Nombre de la Rosa inicia la recopilación de sus artículos, publicados en distintos medios de prensa escrita, que se distribuyen a partir de 2016 con los volúmenes I y II, y 2017 con los volúmenes III y IV. En el año 2019 se editan el V y VI, aún   pendientes   de  su   presentación. La   Fundación Centro de Estudios Rodríguez Ibarra (Fundceri) junto con la Universidad de Extremadura, organiza el curso de verano-otoño "Diego Muñoz Torrero y su tiempo”,
La Diputación de Badajoz le otorgó en 2018 la Medalla de Oro de la Provincia, por el Decreto 1/2018 del 13 de abril de 2018 en Hornachos por su trayectoria política y personal. Año en el que también recibe el Premio Solidarios de la Fundación ONCE, y el PSOE de Extremadura crea los Premios Juan Carlos Rodríguez Ibarra. 
En el 2019 la Academia Portuguesa de la Historia lo nombra Miembro Honorífico, y el 112 Extremadura le concede el Premio por su implantación en Extremadura. 
Cuando trata de resumir en una frase su vida política hace referencia a “un espacio que transcurrió entre la denuncia de la Casa de Alba ante los Tribunales de Justicia por las expropiaciones de algunas de sus fincas y la denuncia de Microsoft ante la Unión Europea por la implantación del software libre en los ordenadores de los centros escolares extremeños”.

## Publicaciones
Editorial Planeta publicó en 2008 un libro escrito por él mismo titulado Rompiendo cristales. Treinta años de vida política, en el que reflexiona sobre algunos de los asuntos más destacados que han marcado su vida de político. Ibarra ha afirmado que le habría gustado publicarlo bajo una licencia Creative Commons, pero que no pudo porque la política de la editorial no contemplaba esa posibilidad.
Desde 2015 publica la serie: "El Nombre de la Rosa", que consta de varios volúmenes (VIII en la actualidad), que recopilan los artículos publicados por Juan Carlos Rodríguez Ibarra en periódicos y otros medios escritos de forma anual desde el año 2007 hasta 2015.